# Die Rückkehr zur Schatzinsel (1988)
Die Rückkehr zur Schatzinsel (russisch Остров сокровищ, deutsch: Die Schatzinsel) ist ein sowjetischer Zeichentrick- und Realfilm in zwei Teilen nach dem Buch Die Schatzinsel von Robert Louis Stevenson. Die Handlung hält sich eng an Robert Louis Stevensons Romanvorlage, persifliert und parodiert sie jedoch stark.
Eine amerikanische Schnittfassung kam im Jahr 1992 als Direct-to-Video-Veröffentlichung unter dem Titel Return to Treasure Island heraus. Diese Fassung ist um ca. 34 Minuten kürzer als die russische Originalversion, hat eine andere Musik und es fehlen darin die Realszenen. Die deutsche Version, die unter dem Titel Die Rückkehr zur Schatzinsel 1996 auf Video erschien, basiert auf der amerikanischen Fassung. Als Ursprungsland und -zeit des Films wird daher oft irrtümlich „USA, 1992“ angegeben.

## Handlung

### Teil 1: Kapitän Flints Karte
In einer stürmischen Nacht kommt Billy Bones ins Gasthaus „Admiral Benbow“, das vom Jungen Jim Hawkins verwaltet wird. Bald darauf wird Billy von zwei Straßenmusikern aufgesucht: Zunächst vom „Schwarzen Hund“, der von ihm eine Karte haben will, dann vom blinden Pew, der ihm als Warnung einen Schwarzen Fleck hinterlässt. Bones, der durch übermäßigen Konsum von Rum einen Schlaganfall erleidet, weiht Jim in sein Geheimnis ein – die Karte führt zu Flints verborgenem Schatz. Nach einem letzten Schluck Rum stirbt Bones und Jim nimmt die Karte an sich. Admiral Benbow wird von Pew und anderen Piraten erfolglos durchsucht. Als sie nichts finden, lassen sie Pew zurück, der blind in einen Abgrund stürzt.
Jim bringt die Karte zu Dr. Livesey und Squire Trelawney, die kurz darauf eine Schatzsucher-Expedition aufstellen. Im Gasthof „Fernrohr“ beauftragt Trelawney den Wirt, John Silver, ein Schiff und eine Mannschaft aufzustellen. Der Kapitän Smollett ist von dem Vorhaben nicht begeistert; wie sich bald auf See herausstellt, aus gutem Grund: Im Apfelfass versteckt, hört Jim das Gespräch zwischen Silver, der als Schiffskoch angeheuert hat, und den von ihm ausgewählten Matrosen mit: Sobald der Schatz gefunden wurde, sollen alle umgebracht werden.

### Teil 2: Kapitän Flints Schätze
Jim berichtet dem Doktor, Squire Trelawney und dem Kapitän über den Verrat. Der Kapitän schlägt vor, sich nichts anmerken zu lassen. Er schickt die Piraten ans Ufer. Silver hinterlässt vier Mann, um den Doktor und die anderen zu bewachen. Jim flieht jedoch bereits zuvor und trifft auf Ben Gunn, einen ehemaligen Piraten, der von seinen Freunden hier ausgesetzt wurde. Der Doktor, Trelawney und der Kapitän können aus dem Schiff ausbrechen und besetzen ein altes Piratenfort auf dem Berg, wo Jim zu ihnen stößt. Silver kommt, um über die Herausgabe der Karte zu verhandeln. Da sie ihm nicht nachgeben, kommt es zu einer Schlacht mit den Piraten. Nachdem der Doktor gesiegt hat, begibt er sich in der Nacht zu einem Treffpunkt mit Ben Gunn. Jim beschließt, auf eigene Faust das Schiff zurückzuerobern, was ihm gelingt. Doktor Livesey findet heraus, dass Ben Gunn den Schatz bereits gefunden und in einer Höhle versteckt hat und überlässt das Fort und die Karte den Piraten. Jim kehrt zum Fort zurück und wird von den Piraten gefangen genommen; jedoch hält Silver, der misstrauisch ist, ihn als Geisel am Leben. Als die Piraten anschließend nach dem Schatz suchen, finden sie heraus, dass der Schatz verschwunden ist. Als Livesey, Trelawney, Smollett und Ben Gunn sie angreifen, sind sie so gehetzt, dass ihnen wegen ihres ständigen Rauchens die Puste ausgeht. Silver wird anschließend in Ketten gelegt und die Abenteurer brechen zur Heimreise auf.

### Charaktere
Bei Erscheinen eines neuen Charakters wird in der Originalversion ein Dossier von ihm eingeblendet:
- Jimmy Hawkins – Ein sehr, sehr guter Junge. Höflich, ehrlich, bescheiden, gutmütig. Hört stets auf seine Mutter. Jeden Morgen betreibt er Morgengymnastik. Charakter: sehr sanft.
- Doktor Livesey – Ein sehr guter und fröhlicher Mensch. Charakter: gesellig. Nicht verheiratet.
- Squire Trelawney – Dumm, gierig, gefräßig, faul, feige, arrogant. Charakter: fehlt. Nicht verheiratet.
- Kapitän Smollett – Alter Seemann und Soldat. Sagt stets die Wahrheit ins Gesicht und leidet darunter. Charakter: übelst. Nicht verheiratet.
- Billy Bones – Alias „der Kapitän“. Besitzer der Karte zur Schatzinsel. Trinkt viel und ist stets erkältet. Charakter: übel. Nicht verheiratet.
- John Silver – Alias „Barbecue“. Alias „der Einbeinige“. Der schrecklichste Pirat von allen, tarnt sich jedoch erfolgreich als gut. Charakter: geheimnisvoll. Nicht verheiratet.
- Schwarzer Hund – Freund von Flint, jagt nach der Karte zur Schatzinsel, Charakter: geheimnisvoll, nicht verheiratet.
- Blinder Pew – Alter Pirat. Freund von Flint. Gierig. Für Geld zu allem bereit. Charakter: abscheulich. Nicht verheiratet.
- Ben Gunn – In der Kindheit ein gut erzogener Junge, fing er mit Glücksspiel an, verbandelte sich mit Piraten und stürzte ab. Charakter: sanft. Nicht verheiratet.

## Produktion
Der erste Teil des Zweiteilers wurde 1986 produziert, der zweite Teil 1988. Das Drehbuch schrieben Juri Alikow und David Tscherkassky, zweiterer führte auch Regie. Die Produktionsleitung lag bei Boris Kalaschnikow. Für die Kameraführung waren Wladimir Belorussow und Felix Gilewitsch verantwortlich, für den Schnitt Juna Srebnizkaja und für den Ton Eldar Schachwerdijew und Wiktor Grusdew. Leitender Animator war Radna Sachaltujew und die Designs stammen von T. Tscherni, N. Mjakota, Igor Kotkow und Jakow Petruschansky. Als Redakteurin war Swetlana Kuzenko beteiligt.
Der Comedy-Trickfilm enthält in der russischen Originalversion mehrere real gefilmte Gesangseinlagen, die größtenteils in Schwarzweiß gedreht wurden und oft Realaufnahmen mit Tricktechnik kombinieren. Zudem wurde der Film mit eingeblendeten Dossiers verschiedener Charaktere im Stil von Siebzehn Augenblicke des Frühlings versehen. Ebenfalls wurden bei der Originalversion lautmalerische Comic-artige Inschriften parodiert, indem sie begleitend ins Bild eingezeichnet wurden, z. B. „Bumm!“ oder „Peng!“.

### Sprecher und Darsteller
- Waleri Bessarab – Jim Hawkins
- Armen Dschigarchanjan – John Silver
- Wiktor Andrijenko – Kapitän Smollett, Billy Bones
- Jewgeni Paperny – Doktor Livesey
- Boris Wosnjuk – Squire Trelawney
- Juri Jakowlew – Ben Gunn
- Georgi Kischko – Blinder Pew
- Waleri Tschigljajew – Erzähler
- Wladimir Sadneprowski – Feiger Pirat
- Grigori Toltschinski – Schwarzer Hund

Das in den Realfilmszenen auftretende Ensemble „Grotesque“ aus Odessa bestand aus Wiktor Andrijenko, Anatoli Djatschenko und Waleri Tschigljajew. Neben ihnen sind in den Realfilmszenen auch Wladimir Tschigljajew, Michail Zerischenko, Alexander Lewit, Witali Wassilkow, S. Grigorjew sowie der Filmkomponist Wladimir Bystrjakow zu sehen.

### Musik
Die Lieder fehlen bis auf Punkt 2 (weil dieses animiert ist) in der internationalen Version.
1. Intro („Alle Helden dieses Dramas, vom Flibustieur bis zum Magister…“)
2. Die tragische und lehrreiche Geschichte vom Jungen Bobby, der Geld liebte
3. Zum Tod von Billy Bones („Fünfzehn Mann und ’ne Buddel Rum“, das Lied vom Trinken)
4. Lied über die Nützlichkeit des Sports („Hält sein Tagesregime – Jim…“)
5. Chance
6. Intro Nr. 2 („Gleich läutet es Mitternacht…“)
7. Ben Gunns Erzählung
8. Lied über die Gier („Ein Pirat war Gier’ger Billy…“) – 02:19
9. „Wir alle sind in 'ner Regatta“
10. Das Lied von der Schädlichkeit des Rauchens
11. Die Fortuna-Lotterie („Im Leben wie im Kino“) – 01:11
12. Von der Einsamkeit (Finale; „Lieber hat man ein Bein…“)

Die Musik wurde von dem Ensemble „Festival“ gespielt. die Filmmusik komponierte Wladimir Bystrjakow, die Liedtexte stammen von Naum Olew und A. Balagin.

## Veröffentlichungen
Beide Teile wurden in der Regel zusammen aufgeführt. Die Premiere fand am 24. März 1989 in der Sowjetunion statt.
Eine amerikanische Schnittfassung kam im Jahr 1992 auf VHS unter dem Titel Return to Treasure Island heraus. Diese Fassung ist um ca. 34 Minuten kürzer als die russische Originalversion, hat eine andere Musik und es fehlen darin die Realszenen. Die deutsche Version, die unter dem Titel Die Rückkehr zur Schatzinsel 1996 auf Video erschien, basiert auf der amerikanischen Fassung. Als Ursprungsland und -zeit des Films wird daher oft irrtümlich „USA, 1992“ angegeben.
Die russische DVD von Krupny Plan (Region 0) enthält die russische Schnittfassung des Films mit restauriertem Bild und mit einem Dolby Digital 5.1 Mix (zudem ist die Original-Monotonspur vorhanden). Diese Fassung enthält kein Bonusmaterial, keine Untertitel sowie nur russische Sprache.
Ebenfalls erhältlich ist die für den Export bestimmte Fassung von RUSCICO (ebenfalls Region 0) mit der russischen Schnittfassung des Films. Diese Ausgabe enthält u. a. auch deutsche Untertitel. Diese Version verfügt ebenfalls über einen 5.1 Mix sowie eine 1.0 Monotonspur, allerdings wurde das Bild nicht restauriert. Als Bonusmaterial gibt es Textinformationen über David Tscherkassky.
Die amerikanische gekürzte Fassung wurde ebenfalls auf DVD in den USA (Region 1) veröffentlicht. Das Bild wurde nicht restauriert, jedoch wurde der Ton in 5.1 abgemischt. Russischer O-Ton ist in dieser Schnittfassung nicht vorhanden.

## Sonstiges
2022 wurde eine bestimmte Szene des Filmes zum Gegenstand eines viralen Internetphänomens. In der besagten Szene sieht man Jim Hawkins, Doktor Livesey und Squire Trelawny dabei wie sie durch eine Kneipe gehen. Am 2. Juli 2022 lud der TikTok-Account weirdyunus ein Video hoch, in welchem die Szene mit dem Lied Why Not des Phonk Musikers Ghostface Playa unterlegt wurde. Von hier aus verbreitete sich das Meme im ganzen Internet. Ein Großteil des Humors bezieht sich auf das breite Grinsen und die übertrieben selbstsichere Gangart, die Doktor Livesey in der Szene darlegt.

## Auszeichnungen
- Großer Filmpreis in Minsk (1987)
- Großer Preis in Kiew (1989)
- Erster Preis beim Internationalen Filmfestival für Fernsehfilme in Tschechoslowakei.